# Threshers de Clearwater
 (juin 2020).
Si vous disposez d'ouvrages ou d'articles de référence ou si vous connaissez des sites web de qualité traitant du thème abordé ici, merci de compléter l'article en donnant les références utiles à sa vérifiabilité et en les liant à la section « Notes et références ».
Les Threshers de Clearwater (en anglais : Clearwater Threshers) sont une équipe de ligue mineure de baseball. Elle est domiciliée à Clearwater, en Floride, aux États-Unis. Affilié depuis 1985 aux Phillies de Philadelphie de la Ligue majeure de baseball, le club joue au niveau A+ des ligues mineures dans la division Nord de la Ligue de l'État de Floride.

## Histoire
Le club est fondé en 1924 à Clearwater, en Floride, et s'appelle à l'origine Daytona Beach Islanders/Clearwater Pelicans (ou les Pélicans de Clearwater) ; l'équipe joue déjà dans la Ligue de l'État de Floride, en niveau C. Les directeurs de l'époque sont Tommy McMillan (en) et William Holloway. Le club est inactif de 1924 à 1961, avant de faire un retour à cette date sous le nom Athlétisme dans la Ligue d'hiver de Floride. Le club est alors affilié au club des Kansas City Athletics (en). Ils sont de nouveau inactifs de 1961 à 1972. En 1972, trois équipes se créent pour la Ligue d'Instruction de Floride, tous trois dans la Division Nord et sont affiliés à trois équipes différentes (FIL Yankees, FIL Phillies et FIL Orioles). Le club est une nouvelle fois inactif de 1972 à 1985, avant de devenir les Phillies de Clearwater.

### Les Phillies de Clearwater
En 1985, les Phillies de Clearwater sont créés, ils jouent sous ce nom durant 16 années de suite dans la Ligue de l'État de Floride, dont cinq années au niveau A et onze années au niveau A+. L'équipe affiliée sont les Phillies de Philadelphie.
Le club remporte la saison de 1993. Le directeur de l'époque était Bill Dancy (en).
Ensuite, de 2000 à 2007, le club possède une équipe de recrue, nommée GCL Phillies (en). Celle-ci joue durant huit années dans la Gulf Coast League (GCL). Durant cette période, l'équipe des Phillies de Clearwater continue dans la Ligue de l'État de Floride sous ce nom jusqu'en 2003.

### Les Threshers de Clearwater
De 2003 jusqu'à 2020, l'équipe des Threshers de Clearwater évolue dans la Ligue de l'État de Floride au niveau A+. Ils remportent la saison de 2007. Le directeur était Dave Huppert (en).

## Saisons
L'équipe remporte la saison de la ligue de 1993 et de 2007. La saison de 2019 est annulée en raison de l'ouragan Dorian. Durant toutes les saisons confondues, le club gagne 2 614 matchs et en perdent 2 623 matchs.